# Cima Avezzano
La cima Avezzano è una vetta del gruppo del monte Velino, catena montuosa del Sirente-Velino nell'appennino abruzzese, che prende il nome dalla vicina città di Avezzano. Si trova interamente in provincia dell'Aquila nel territorio del parco naturale regionale Sirente-Velino. Raggiunge un'altitudine di 2 378 m s.l.m.

## Descrizione
La vetta è situata lungo la cresta che unisce le cosiddette cime gemelle del gruppo montuoso del Velino, il monte Velino propriamente detto e il monte Cafornia. La cima Avezzano, brulla e sassosa, può essere raggiunta dal versante meridionale attraverso i sentieri che partono nei pressi della chiesa di Santa Maria in Valle Porclaneta a Rosciolo dei Marsi o da Forme e Massa d'Albe; su quello settentrionale da Capo di Piani di Pezza. Raggiunge un'altitudine di 2378 m s.l.m. Le località prossime ad essa sono, oltre al Velino e al Cafornia, il vallone di Sèvice e l'omonimo monte, la sella e la piana dei Cavalli, il monte Rozza, il passo Le Forche, punta Trento e punta Trieste, il monte Costognillo, la valle Genzana, la valle Majelama, il vallone, il colle e la sella Il Bicchero e l'omonimo monte, la Costa Stellata, la Vena Stellante, la Cima Viola e il Capo di Pezza.
In occasione del centenario del terremoto della Marsica del 1915 il Club Alpino Italiano, sezione di Avezzano, ha posto nelle vicinanze della vetta una targa ricordo.

### Visuale dalla vetta
Dalla cima Avezzano si possono ammirare gran parte delle vette del gruppo montuoso. Sul versante meridionale si apre la sottostante piana del Fucino, oltre la quale si ergono i monti Marsicani e della Vallelonga.

## Cartografia
- Cartografia ufficiale italiana dell'Istituto Geografico Militare (IGM) in scala 1:25.000 e 1:100.000, consultabile on line